# Chuffilly-Roche
Chuffilly-Roche é uma comuna francesa na região administrativa de Grande Leste, no departamento Ardenas. Estende-se por uma área de 7,69 km². Em 2010 a comuna tinha 74 habitantes (densidade: 9,6 hab./km²).